# Surnia
Surnia is een geslacht van vogels uit de familie uilen (Strigidae). Het geslacht telt één soort. De sperweruil lijkt met zijn lange staart en sperwerachtige vleugels op een valkuil uit het geslacht Ninox. Er bestaat echter geen nauwe verwantschap tussen deze twee geslachten.

## Soorten
- Surnia ulula – Sperweruil